# 五羊传说

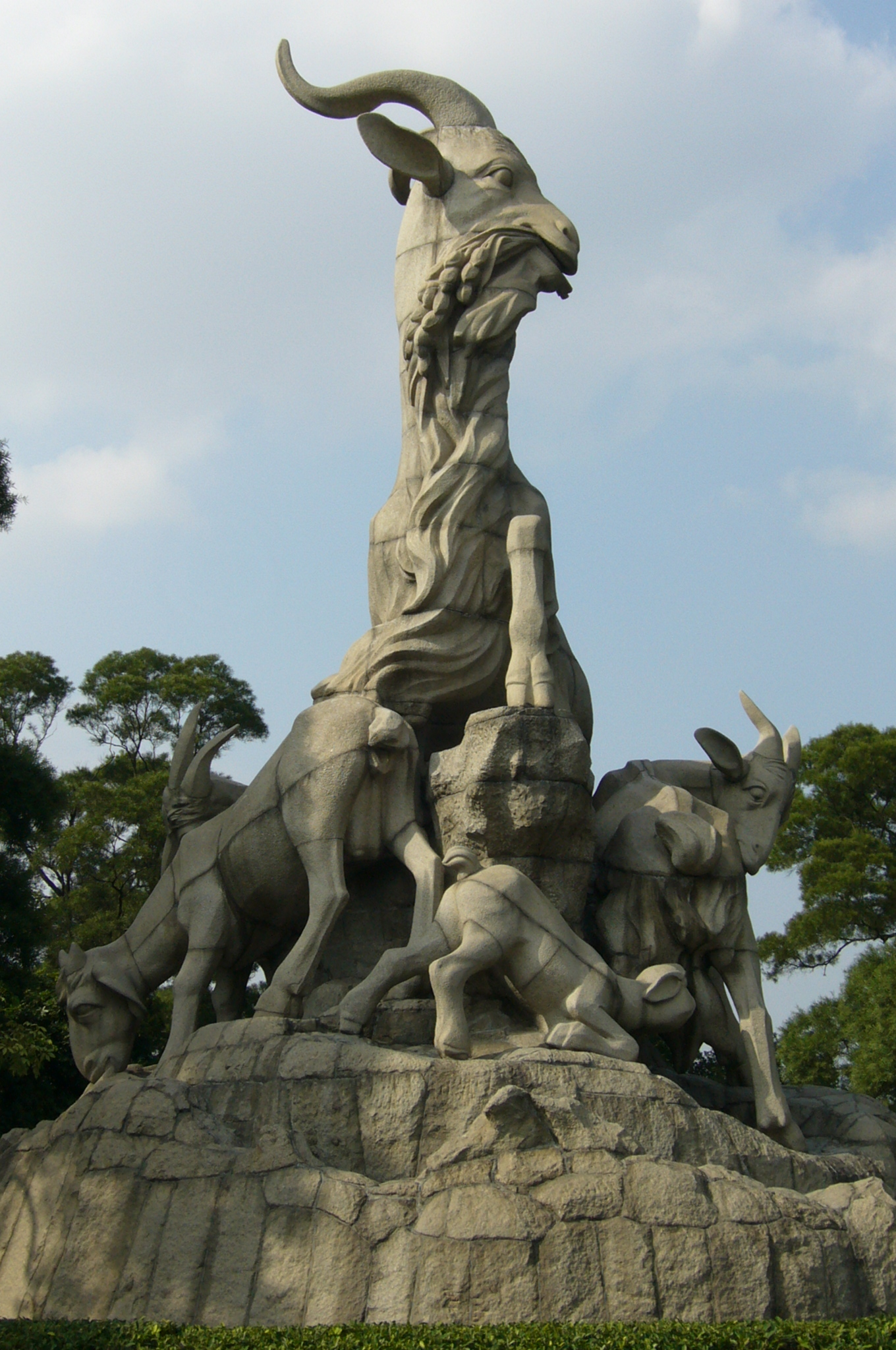
广州市越秀公园的五羊塑像

五羊传说是一个关于古代广州城的神话传说，是广州市别名五羊城、羊城、穗城、市内若干地名与许多本土品牌名称的来源。唐诗中已经开始使用五羊称呼广州城，而传说故事则可以追溯到晋代的记载，有数个略有差异的版本，明代以后基本定型。现今“五羊”、“羊城”已经成为了广州市的代称。一般认为五羊传说表现了中原先民拓殖岭南的历史。2007年，五羊传说入选广州市第一批非物质文化遗产代表作名录。

## 传说内容
相传古时的广州因连年旱灾，五谷歉收，人们生活困难。有一天，忽然仙乐悠扬，南海天空飘来五朵彩云，五位仙人身穿五色彩衣，各骑不同毛色的仙羊，手执一茎六出的稻穗，腾云驾雾降临楚庭。仙人们把稻穗赠给这里的人们；又把五只仙羊留下来，然后腾云离去。人们把稻穗撒向大地，从此广州风调雨顺，五谷丰登；五只仙羊化为石羊留在山坡上。是为五羊城、羊城、穗城之名的由来。

## 古代记载
有关五羊传说的文字记载可以追溯到晋代裴渊的《广州记》（一说晋代顧微，两人著作均已亡佚，但他书多有征引）。北宋太平兴国八年（983年）成书的《太平御览》中引用《广州记》中的描述：“州廳事梁上畫五羊像，又作五穀囊，隨像懸之，云昔高固爲楚相，五羊銜穀莖于楚庭，于是圖其像。廣州則楚分野，故因圖像其瑞焉。”同时还引述唐人《郡国志》：“廣州，吳孫皓時以滕脩爲刺史，未至州，有五仙人騎五色羊負五穀來，迎而去。今州廳事梁上畫五仙人騎五色羊爲瑞。”984年成书的《太平寰宇记》引用唐代《续南越志》云：“旧说有五仙人骑五色羊执六穗秬而至”。需要注意的是最早晋代的版本中并没有仙人的形象，而在其后的版本中开始出现，并取代五羊成为传说中的主体形象。这与南北朝道教开始兴盛有关联。 
唐代以降，“五羊”、“羊城”逐渐成为古时广州城的代称，可见传说在当时的影响。据唐代传奇故事中描述，唐代广州城隍庙已经祭祀五羊。最早可能在南汉时期已经在传说中五仙降临之地筑有五仙观，祭祀五仙。北宋政和三年经略使张励在一次重修五仙观时所撰的《广州重修五仙祠记》中完整地记载了五羊传说，并说明五仙观是广州人为了供奉五仙而在其降临之地修建的。《重修五仙祠记》中引用《南越岭表游记》和《图经》的记载，故事版本更加详细：“初，有五仙人，皆手持穀穗，一莖六岀，乘羊而至。仙人之服與羊各異色，如五方。旣遺穗與廣人，仙忽飛升以去，羊留化爲石。廣人因即其地爲祠祠之”。 
五仙临广州的传说发生于何时，各个版本所述不同。《太平御览》中认为有两个版本，分别是楚国时期和三国时吴国滕脩上任广州时。《重修五仙祠记》中则记载有三个版本：汉赵佗时，吴国滕脩時以及晉郭璞遷城時。明末清初屈大均所著的《广东新语》中则认为是周夷王时发生的。其中的《五羊石》一则中写到：周夷王时，南海有五仙人，衣各一色，所骑羊亦各一色，各以谷穗一茎六出，留予诸人，且祝曰：“愿此阛阓永无饥荒”言毕腾空而去，羊化为石。这个版本和现代流传的版本已经比较相似，具备了所有的要素。

## 象征意涵
二十世纪后，人们开始对五羊传说进行的神话学的研究。历史学者岑仲勉在1948年提出，五羊传说和神话是一则史前拓殖神话。当时羊为中原西北的畜牧动物，意味着“仙人”从北方来，手持的六出谷穗代表着产量高的粳稻。因此五羊传说的历史原型是西周末年的姬族人不堪楚人压迫，而沿着湘水流域南迁至岭南，同时携带家畜（羊）和农作物（穗），传播于南方。这也是粤人接受中原的先进文化，踏入文明的第一步之故事的浓缩和神化。
现代的研究认为五羊传说可能包括多种史实。其一是楚人把高产的水稻谷种传入岭南。楚国王室祖先的族姓是芈，意义同“咩”，是羊叫的象声词。其二是西周后期楚国境内汉阳一带的姬姓部族由于受到楚人的压迫，带着羊群和谷种迁移到岭南，将种植水稻的技术传播到广州和珠江三角洲地区。其三是依据《广州记》中“高固为楚威王相时”一句，认为战国时期的高固之部族带着稻谷种籽迁移到广州和珠江三角洲地区。高固为齐文公之后，姜姓，而姜从女羊声，因此以羊象征。
也有学者认为“羊”其实是楚文中“犬”的意思，因此五羊的传说其实是自壮侗民族和南越民族中共有的“犬取稻种”农业神话故事而来。源自岭南的神话故事流入楚地以后，被中原文人搜集改编后再次传入岭南。其中的“五色羊”其实是五色犬盘瓠。

## 相关事物

### 地名建築

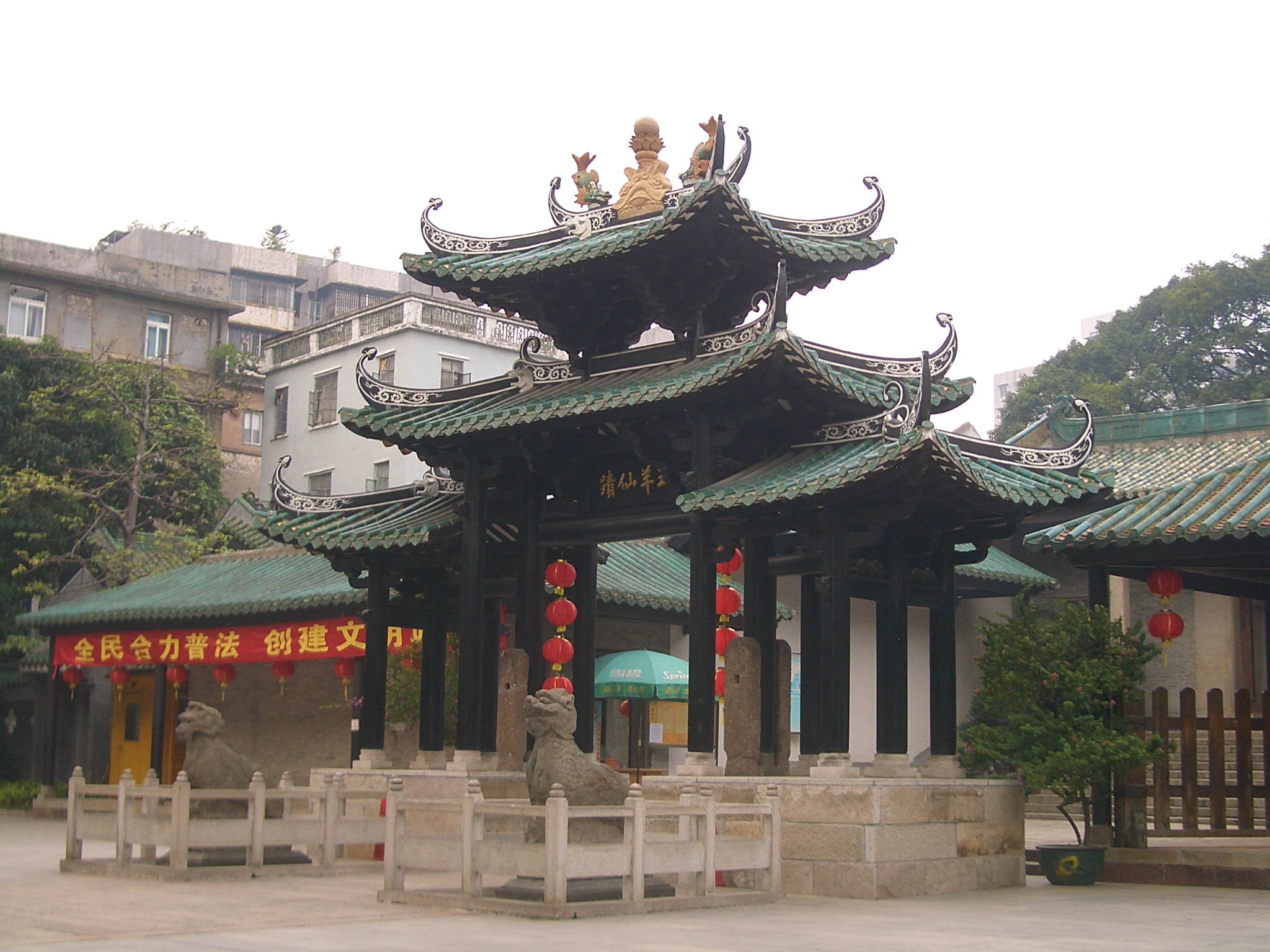
五仙观

五羊传说最早的“佐证”是广州的五仙观。北宋时在十贤坊（今广仁路省财政厅一带）已有祀奉五仙的寺院。到南宋嘉定年间迁至西湖玉液池畔，即今西湖路附近，称奉真观。南宋末年又迁至今广仁路，但明朝洪武元年（1368年）毁于大火，洪武十年（1377年）迁至坡山至今。明朝成化五年（1469年）和清朝雍正元年（1723年）曾进行重修。民国12年（1923年）广州市政厅为筹备军饷，将其拍卖，遣散观内道士。中华人民共和国成立后收归文物部门管理，80年代修葺后对外开放。明、清两代分别以“穗石洞天”、“五仙霞洞”列入羊城八景之一。1963年3月列为市级文物保护单位，1989年6月晋升为广东省文物保护单位。现时的五仙观内有五仙雕塑，伴以五羊石像，五仙被奉为“山谷神”。观内还有一块巨大的红砂岩，上面有一个一米多长的凹痕，形状似脚印，被称为“仙人拇迹”。
除了五仙观外，广州市内有若干地名与五羊传说有关。位于惠福西路的仙邻巷因邻近五仙观旧址而得名。海珠中路在清代曾被称为仙羊街和西濠街，后来合并成为海珠路的一部分。明代嘉靖年间修广州新城，外城南门之一称为五羊门，清代道光年间改称五仙门，附近有五羊驿。二十世纪初期曾有五仙门发电厂。
越秀公园内有五羊石像，建于1959年，是广州著名旅游景点之一，被视为广州城标。
现代地名与五羊相关的有越秀区的五羊新城，以及其中的五羊中学、五羊小学。其内有广州地铁5号线的五羊邨站。

### 文艺作品
五羊城下驻行车，此事如今八载餘。

燕颔已知飞食肉，龙门犹自退为鱼。
 
红楼入夜笙歌合，白社惊秋草木疏。
 
西望清光寄消息，万重烟水一封书。

提到五羊的文学作品可以追溯到唐代，如黄滔的《寄南海黄尚书》。诗中首句：“五羊城下驻行车，此事如今八载餘。”即用“五羊城”来指代番禺城（今广州老城区）。《太平广记》中记载唐代传奇《崔炜》中有提到广州的城隍庙祭祀五羊，并提到骑白羊的“羊城使者”。宋朝诗词文学中也反映出这个传说与“五羊”别称的使用。比如宋人郭祥正著有《五仙謠》：“番禺五仙人，騎羊各一色；手持六秬穗，翱翔繞城壁；翩然去乘雲，諸羊化為石……”，重叙了五羊的传说。唐宋诗中以五羊为典故指代番禺（广州）的还有很多，如唐代高適的“海對羊城闊，山連象郡高”，殷尧藩的“遐荒迢递五羊城，归兴浓消客里情”，李群玉的“五仙骑五羊，何代降兹乡”，皮日休的“五羊城在蜃楼边，墨绶垂腰正少年”；宋代白玉蟾的“何处人间得五羊，海城鼓角咽昏黄”，楊萬里的“回望越臺煙雨外，萬峰盡處五羊城”、“我入五羊城，遂與山水辭”、“曲江近北差遲暑，不道江山勝五羊”，曾丰的“五羊一住阅三冬，谙尽人情与土风”等等。
清代苏长春画有《五羊仙迹图》，以六人全像构图，六人手持谷穗，左二右四，前方二人背对，后方四人正对，画上方有作者自题：五羊仙骑羊，蝗神骑驴，分野之下，能修德政，则蝗神逐蝗于神，种种兆年丰，九谷遍阡陌，故附祀之。

#### 五羊仙舞
宋代出现五仙观祀五羊，同时也有舞乐配之。现代学者在朝鲜古代典籍《进馔仪轨》等书中发现了宋朝政和四年（1114年）传入朝鲜的“五羊仙”舞。舞乐形式为宋代官方常见的宫廷乐舞。《高丽史》和《进馔仪轨》中记载五羊仙舞的表演情形：舞伎五人扮演五羊仙，领头者为王母，另有念白的“竹竿子”二人和持旌、节、龙扇、凤扇等站立两侧的助舞队仪十余人。开始时王母居中，四羊仙分立两旁。乐队奏《五云开瑞朝》曲，竹竿子上前，乐止后念颂词，再奏《五云开瑞朝》曲后，王母上前致语后退回中央，奏《万叶炽瑶图》曲，然后五人行五羊仙舞；奏完接《步虚子曲》，五人且歌且舞，且奏且快，助舞队仪开始合唱，最后再奏《五云开瑞朝》曲，竹竿子、王母先后致语，然后舞曲结束。

### 品牌象征
广州的不少企业和商业品牌都以五羊为名，例如广州五羊机械建设有限公司、羊城晚报报业集团、广州五羊化妆品有限公司，广州本地的五羊牌雪糕、五羊牌自行车、五羊牌油漆、五羊牌花生油等等。
1925年、1989年广州市政府曾两次征集广州市市徽。第一次公布的市徽为1926年，中央为青天白日，其外环绕五羊，四周则是稻穗。第二次公布则是1990年，中央是五角星照耀下由变形汉字大篆“羊”字和稻穗组成的金钥匙，1997年停止使用。两个版本的市徽都包括了五羊和稻穗的形象，可见广州人将五羊作为广州的象征。民国二十五年（1936年）时广东政府还曾经发行过面值一仙的五羊铜元（现称为“广东五羊铜元”）。铜元正面中心为以花瓣围饰的圆孔，上方为“中華民國廿五年廣東省造”，下方为五羊图案。背面中心是圆孔，四周围绕着五个篆体“羊”字，其外三边为一株稻谷环绕，另一边竖排注明“壹仙”两字币值。
广州地铁的标识的象征意义中，也有羊角的含义，表示羊城的意思。2010年广州亚运会的会徽和吉祥物都有五羊的成分。亚运会会徽的主体是一个形似越秀公园五羊石像的火焰图案，而亚运吉祥物则是五只羊的形象。後期政府逐漸以由其下屬公司新建與營運的廣州塔，作為主要的城市宣傳地標形象，五羊相對被一定程度地淡化，可視作地方歷史文化話語的轉變，引起本地市民一些不滿。

### 引用
1. ↑  . 广州数字文化网.   [2012-10-10]. （原始内容存档于2015-02-27）.
2. ↑  . 中国网. 2008-11-04  [2010-08-30]. （原始内容存档于2012-01-14）.
3. ↑  . 台湾商务印书馆. 1986.
4. 1 2  罗燚英. . 《扬州大学学报（人文社会科学版）》. 2012年, (02期)  [2012-10-13]. （原始内容存档于2020-12-05）.
5. 1 2  宋 張勱.  (PDF). 中央研究院歷史語言研究所拓本.   [2012-10-10]. （原始内容存档 (PDF)于2020-12-15）.
6. ↑  屈大均. . 中华书局，清代史料笔记丛刊. 1997. ISBN 7101004261.
7. ↑  岑仲勉. . 中國文藝推進社. 1949年3月: 23.
8. 1 2  刘付靖. . 《中南民族大学学报：人文社会科学版》. 2003年, 23 (2): 59–62.
9. ↑  袁进. . 《古今农业》. 2004年, 59 (1): 86–89.
10. ↑  陈明. . 广州出版社，《广州文史》.
11. ↑  . 《南方都市报·南都广州》. 2003,. 第146期·老机构前世今生.
12. ↑  . ZCOM《焦点》电子杂志. 2012年6月刊  [2012-10-10]. （原始内容存档于2015-02-27）.
13. ↑  陈白帆. . 中国城乡商业网 转引自 《广州日报》.   [2012-10-10]. （原始内容存档于2015-06-05）.
14. ↑  . 越秀教育网.   [2012-10-10]. （原始内容存档于2015-06-05）.
15. ↑  宋 李昉等，《太平广记·卷三十四·崔炜》
16. ↑  林宜陵. . 秀威資訊科技股份有限公司. 2006: 306. ISBN 9789867080653.
17. ↑  《全唐詩·卷二一四·高適·送柴司戶充劉卿判官之嶺外》
18. ↑  《全唐詩·卷四九二·殷尧藩·送刘禹锡侍御出刺连州》
19. ↑  《全唐詩·卷五六九·李群玉·登蒲涧寺后二岩三首》
20. ↑  《全唐詩·卷六一四·皮日休·送李明府之任海南》
21. ↑  《全宋詩·白玉蟾·题南海祠》
22. ↑  《全宋詩·楊萬里·明發青塘蘆包》
23. ↑  《全宋詩·楊萬里·明發陳公徑過摩舍那灘石峰下》
24. ↑  《全宋詩·楊萬里·荔枝堂晝憩》
25. ↑  《全宋詩·曾丰·北归回首谢庾岭》
26. ↑  . 中国硬笔书法在线.   [2012-10-13]. （原始内容存档于2010-10-16）.
27. ↑  詹保国 安祥祥. . 《文艺研究》. 2006年, (12期).
28. ↑  帅倩 陈鸿钧. . 《岭南文史》. 2010, (3): 46–53.
29. ↑  . 广州穗粮集团网站.   [2012-10-10]. （原始内容存档于2016-01-29）.
30. ↑  . 中国评论新闻网.   [2012-10-10]. （原始内容存档于2017-09-26）.
31. ↑  . 法律图书馆.   [2012-10-10]. （原始内容存档于2020-11-03）.
32. ↑  . 法律快车.   [2012-10-10]. （原始内容存档于2013-12-03）.
33. ↑  曾国姬. . 楚天都市报: 66版. 2011-04-13  [2012-10-10]. （原始内容存档于2020-12-05）.
34. ↑  黄叙浩; 朱美仙 (编). . 南方+. 侨乡广记. 2017-10-25  [2025-07-05]. （原始内容存档于2025-07-05） （中文（中国大陆））.
35. ↑  . 新华网.   [2012-10-10]. （原始内容存档于2011-08-20）.
36. ↑  . 亚洲运动会官方网站.   [2012-10-10]. （原始内容存档于2012-09-11）.
37. ↑  越秀是过去，天河是现在，广州的未来是…… （页面存档备份，存于） 2017-12-11

### 书籍
- . 上海古籍出版社. 1986年. ISBN 9787532503148.
- . 北京大学出版社. 1998年. ISBN 9787301008478.